# Fernando Orzero
Fernando Orzero – peruwiański zapaśnik walczący w stylu wolnym. Zajął dziewiąte miejsce na mistrzostwach panamerykańskich w 2003. Srebrny medalista igrzysk Ameryki Południowej w 2006 roku.